# Itama Yacht
Itama Yacht è un'azienda italiana, parte di Ferretti Group dal 2004, fondata nel 1969 da Mario Amati (cognome che letto allo specchio determina il nome del brand) attiva nella cantieristica navale, particolarmente nella produzione di imbarcazioni a motore dai caratteristici colori bianchi e blu.

## Sedi produttive
Cantiere di Forlì: produzione del modello Itama 62RS.
Cantiere di Mondolfo: produzione dei modelli Itama 45RS e Itama 75.

## Gamma attuale
In produzione sono i modelli Itama 45RS, Itama 62RS e Itama 75.
Itama 45RS: lungo fuori tutto 13,82 metri, derivato dalla revisione del modello Itama 40, si caratterizza per la passerella a scomparsa integrata nello scafo e per la spiaggetta di poppa per il varo di piccoli tender.
Itama 62RS: lungo fuori tutto 19,03 metri, motorizzato con due  con linea dello scafo a V profonda 20° di poppa per il miglioramento della tenuta di mare.
Caratterizzato nel suo processo costruttivo dalla laminazione dello scafo con utilizzo di fibre aramidiche, adatte alle alte velocità), è identificabile per il caratteristico parabrezza in cristallo con struttura in acciaio che garantisce una protezione del pozzetto.
Altri elementi identificativi del modello sono la plancia di comando rivestita in carboni, il tendalino elettrodinamico standard, la passerella a scomparsa integrata nello scafo e per la spiaggetta di poppa per il varo di piccoli tender.
Itama 75: lungo fuori tutto 23,54 metri, dotato di eliche di superficie e due motori MTU da 1823 cavalli con propulsione ZF Sea Rex 140 che permette all'imbarcazione di raggiungere 42,5 nodi di velocità massima, si caratterizza per il parabrezza in carbonio e cristallo del perimetro di quasi 26 metri e per l'utilizzo del carbonio che permette di risparmiare circa il 60% del peso rispetto all'acciaio e minimizza i rollii dell'imbarcazione.

## Design
Il design Itama Yacht si caratterizza per le linee open delle proprie imbarcazioni con il pozzetto libero al sole.
Lo sviluppo del design è affidato allo Yacht Designer Marco Casali in collaborazione con AYTD - Advanced Yacht Technology & Design e il Ferretti Group Engineering.